# Skyrunner World Series 2011
Navigation
2010 2012
Le Skyrunning World Series 2011 est la dixième édition du Skyrunner World Series, compétition internationale de Skyrunning fondée en 2002 par la Fédération internationale de skyrunning. 

## Programme

### World Series
| Nom de la course                  | Distance | Dénivelé   | Pays    | Date              | Vainqueur             | Vainqueure         |
| --------------------------------- | -------- | ---------- | ------- | ----------------- | --------------------- | ------------------ |
| Kilomètre Vertical Arles-sur-Tech | km       | 2 736 m D+ | France  | 8 mai 2011        | Marco De Gasperi      | Mireia Miró Varela |
| Zegama-Aizkorri                   | 42 km    | 2 736 m D+ | Espagne | 29 mai 2011       | Kilian Jornet         | Oihana Kortazar    |
| Dolomites SkyRace                 | 22 km    | 1 950 m D+ | Italie  | 24 juillet 2011   | Luis Alberto Hernando | Mireia Miró        |
| Sierre-Zinal                      | 31 km    | 2 200 m D+ | Suisse  | 14 août 2011      | Marco De Gasperi      | Oihana Kortazar    |
| Sentiero delle Grigne Skyrace     | 21 km    |            | Italie  | 18 septembre 2011 | Tom Owens             | Emanuela Brizio    |

### World Series Trials
| Nom de la course               | Distance | Dénivelé | Pays        | Date              | Vainqueur                 | Vainqueure        |
| ------------------------------ | -------- | -------- | ----------- | ----------------- | ------------------------- | ----------------- |
| Ziria Skyrace                  |          |          | Grèce       | 29 mai 2011       | Alexandros Kampouropoulos | Amalia Matthaiou  |
| Travessa de Canillo            |          |          | Andorre     | 26 juin 2011      | Luis Alberto Hernando     | Laura Orgué       |
| SkyMarathon Ribagorza Románica |          |          | Espagne     | 3 juillet 2011    | Luis Alberto Hernando     | Oihana Kortazar   |
| Bettelmatt Ultra Trail         |          |          | Italie      | 17 juillet 2011   | Mikhail Mamleev           | Emanuela Brizio   |
| Snowdon Race                   |          |          | Royaume-Uni | 23 juillet 2011   | Andi Jones                | Pippa Maddams     |
| Marathon du Montcalm           |          |          | France      | 20 août 2011      | Michel Rabat              | Stéphanie Jiménez |
| OSJ Ontake SkyRace             |          |          | Japon       | 28 août 2011      | Dai Matsumoto             | Hasegawa Kanako   |
| Sorginen Lasterketa            |          |          | Espagne     | 11 septembre 2011 | Jabi Olabarria Etxebarria | Maite Maiora      |